# NGC 3305
NGC 3305 is een elliptisch sterrenstelsel in het sterrenbeeld Waterslang. Het hemelobject werd op 24 maart 1835 ontdekt door de Britse astronoom John Herschel.

## Synoniemen
- ESO 501-30
- MCG -4-25-31
- PGC 31421